# Michael Carcelén
Michael Alexander Carcelén Carabalí (ur. 13 kwietnia 1997 w Ibarrze) – ekwadorski piłkarz występujący na pozycji defensywnego pomocnika, reprezentant Ekwadoru, od 2023 roku zawodnik Emelecu.